# CONCACAF Nations League 2023-2024 - Lega C

## Gruppo A

### Classifica
| Squadra      | Pt | G | V | N | P | GF | GS | DG  |
| ------------ | -- | - | - | - | - | -- | -- | --- |
| Saint-Martin | 12 | 4 | 4 | 0 | 0 | 20 | 1  | +19 |
| Bonaire      | 6  | 4 | 2 | 0 | 2 | 6  | 6  | 0   |
| Anguilla     | 0  | 4 | 0 | 0 | 4 | 0  | 19 | -19 |

### Risultati
| Arbitro: | Fernando Hernández |

|  |           |                                                  |
|  | Marcatori | 6’, 32’, 38’, 40’ Raga 25’ Segarel 70’ Lacazette |

| Arbitro: | Reginald Gumbs |

|                            |           |              |
| Raga 75’ Casper 88’ (aut.) | Marcatori | 67’ Martinus |

| Arbitro: | Norberto da Silva |

|                                        |           |  |
| Ginel Ronde 10’ Marschelon Pourier 36’ | Marcatori |  |

| Arbitro: | Jaime Herrera |

|                                                                     |           |  |
| Segarel 17’, 32’ (rig.), 39’, 47’ Richardson 49’ Raga 62’, 70’, 88’ | Marcatori |  |

| Arbitro: | Tristley Bassue |

|  |           |                                   |
|  | Marcatori | 2’, 6’ (rig.) Anthony 73’ Michiel |

| Arbitro: | Ricangel de Leça |

|  |           |                                           |
|  | Marcatori | 3’, 45+2’ Gentes 13’ Lebon 46’ Richardson |

## Gruppo B

### Classifica
| Squadra                 | Pt | G | V | N | P | GF | GS | DG  |
| ----------------------- | -- | - | - | - | - | -- | -- | --- |
| Aruba                   | 12 | 4 | 4 | 0 | 0 | 14 | 4  | +10 |
| Isole Cayman            | 4  | 4 | 1 | 1 | 2 | 6  | 10 | -4  |
| Isole Vergini Americane | 1  | 4 | 0 | 1 | 3 | 5  | 11 | -6  |

### Risultati
| Arbitro: | Reon Radix |

|                                     |           |                     |
| McLaughlin 23’ (aut.) St. Louis 42’ | Marcatori | 16’ Ebanks 47’ Gray |

| Arbitro: | Ismael Cornejo |

|           |           |                     |
| Reeves 6’ | Marcatori | 2’ Ostiana 79’ Bäly |

| Arbitro: | Kwinsi Williams |

|                                    |           |           |
| Ostiana 52’ Luydens 61’ Molina 86’ | Marcatori | 63’ Henry |

| Arbitro: | Randy Encarnación |

|                        |           |            |
| Seymour 17’ Reeves 57’ | Marcatori | 84’ Joseph |

| Arbitro: | Ken Pennyfeather |

|             |           |                                             |
| Farrell 47’ | Marcatori | 23’ Dania 41’, 52’ Ostiana 79’ (rig.) Maria |

| Arbitro: | Norberto Da Silva |

|                                                       |           |                 |
| Groothusen 16’, 89’ Ostiana 45+5’ Maria 55’ Dania 77’ | Marcatori | 49’ Studenhofft |

## Gruppo C

### Classifica
| Squadra                   | Pt | G | V | N | P | GF | GS | DG |
| ------------------------- | -- | - | - | - | - | -- | -- | -- |
| Dominica                  | 10 | 4 | 3 | 1 | 0 | 8  | 2  | +6 |
| Isole Vergini Britanniche | 5  | 4 | 1 | 2 | 1 | 7  | 6  | +1 |
| Turks e Caicos            | 1  | 4 | 0 | 1 | 3 | 3  | 10 | -7 |

### Risultati
| Arbitro: | Victor Rivas |

|                             |           |                     |
| Caesar 4’ Chalwell 10’, 50’ | Marcatori | 45+4’ (rig.) Forbes |

| Arbitro: | Benjamin Whitty |

|  |           |                             |
|  | Marcatori | 18’, 64’ Jules 90+3’ Thomas |

| Arbitro: | Ricangel de Leça |

|            |           |              |
| Thomas 82’ | Marcatori | 29’ Chalwell |

| Arbitro: | Hakeem Harvey |

|                        |           |                       |
| Forbes 26’ (rig.), 76’ | Marcatori | 3’ Bertie 90+5’ Smith |

| Arbitro: | Reginald Gumbs |

|               |           |                          |
| Gallimore 63’ | Marcatori | 52’ Laville 68’ Marshall |

| Arbitro: | Timothy Derry |

|                        |           |  |
| Laville 15’ George 61’ | Marcatori |  |

## Raffronto seconde qualificate
| Squadra                   | Pt | G | V | N | P | GF | GS | DG | Gruppo |
| ------------------------- | -- | - | - | - | - | -- | -- | -- | ------ |
| Bonaire                   | 6  | 4 | 2 | 0 | 2 | 6  | 6  | 0  | A      |
| Isole Vergini Britanniche | 5  | 4 | 1 | 2 | 1 | 7  | 6  | +1 | C      |
| Isole Cayman              | 4  | 4 | 1 | 1 | 2 | 6  | 10 | -4 | B      |

## Statistiche

### Classifica marcatori
8 reti
- Axel Raga

5 reti
- Rovien Ostiana

- Stanley Segarel (1 rig.)

3 reti
- Luka Chalwell

- Billy Forbes (2 rig.)

2 reti
- Jaydon Dania
- Terence Groothusen
- Benjamin Maria
- Thierry Anthony (1 rig.)

- Troy Jules
- Audel Laville
- Briel Thomas

- Christhopher Reeves
- Randy Gentes
- Emmanuel Richardson

1 rete
- Darryl Bäly
- Diederick Luydens
- Mishawn Molina
- Sheehander Martinus
- Marschelon Pourier
- Freadyen Michiel
- Ginel Ronde
- Javid George

- Eustace Marshall
- Jonah Ebanks
- Cameron Gray
- Elijah Seymour
- Gunnar Studenhofft
- Quinn Farrell
- Naqwan Henry
- Rakeem Joseph

- Jimson St. Louis
- Joshua Bertie
- Troy Caesar
- T´Sharne Gallimore
- Justin Smith
- Romuald Lacazette
- Keelan Lebon

Autoreti
- Daymerick Casper (1, pro  Saint-Martin)

- Casey J McLaughlin (1, pro  Isole Vergini Americane)